# Byšická tůň
Byšická tůň je mrtvé říční rameno, které vzniklo v místě dřívějšího toku řeky Labe mezi Starou Boleslaví a Lysou nad Labem západně od vesnice Byšičky na hranici okresů Nymburk a Praha-východ ve Středočeském kraji v Česku. Má rozlohu 2,05 ha. Je 790 m dlouhé a 80 m široké. Leží v nadmořské výšce 174 m. Patří do skupiny Hrbáčkových tůní a leží v přírodní rezervaci Káraný – Hrbáčkovy tůně.

## Okolí
Okolí tůně je zarostlé starými stromy. Nachází se u ní torzo starého kamenného mostu, který vedl přes Labe. [ujasnit] je převážně kamenité, pusté, což se také stalo původem jeho názvu. Na severovýchodě tůň zasahuje až k vesnici Byšičky.

## Vodní režim
Tůň nemá povrchový přítok ani odtok. Náleží k povodí Labe.

## Přístup
Po severním břehu vedou:
- naučná stezka Krajinou Rudolfa II.
- naučná stezka Údolím Labe
- cyklostezka Labská cyklotrasa č. 2

## Fauna
Z ryb jsou zastoupeni kapr obecný, lín obecný, štika obecná, úhoř říční, perlín ostrobřichý, plotice obecná.